# ليونيل باريس
ليونيل باريس (بالإسبانية: Leonel Parris)‏ (13 يونيو 1982 ببنما في بنما - ) هو لاعب كرة قدم بنمي في مركز الدفاع. شارك مع منتخب بنما لكرة القدم. أما مع النوادي، فقد لعب مع بلازا أمادور وClub Deportivo Universitario ‏ ونادي يونياوتيونوما ونادي تاورو ‏.

## وصلات خارجية
- ليونيل باريس على موقع الاتحاد الدولي (مؤرشف)  (الإنجليزية)
- ليونيل باريس على موقع قاعدة بيانات كرة القدم.إي يو (الإنجليزية)
- ليونيل باريس على موقع ناشيونال فوتبول تيمز (الإنجليزية)
- ليونيل باريس على موقع Soccerway.com (الإنجليزية)